# Нијемци
Нијемци (екав. Немци; њем. Deutsche) германска су етничка група која претежно живи у средњој Европи и која дели заједничко германско поријекло, културу и историју. Њемачки је заједнички матерњи језик огромне већине Нијемаца.
Око 100 милиона људи који говоре њемачки као матерњи језик. Постоји још око 80 милиона људи који су њемачког поријекла углавном у САД, Бразилу (претежно у Јужном региону земље), Аргентини, Канади, Јужној Африци, бившем Совјетским Савезу (претежно у Русији и Казахстану) и Француској. Дакле, укупан број Нијемаца налази се између 100 и 150 милиона, у зависности од примјењених критеријума (матерњи говорници њемачког, етнички Нијемци са једним поријеклом, дјелимично њемачко поријекло итд.). Од избијања протестантске реформације у Светом римском царству, њемачко друштво се карактерише као католичко-протестантски подијељено.
Данас, људи из земаља са њемачког говорном већина (као што су Аустрија, Швајцарска, Лихтенштајн и остале историјски везане земље као Луксембург) најчешће имају сопствени национални идентитет и могу се или не морају самоидентификовати као етнички Нијемци.

## Етимологија
Словенски егзоним нěмец, нěмци поријекло води од старословенске ријечи нěмьць (мн. нěмьци; од придјева нěмъ — „нијем”, и суфикса -ьць). Дословно значи „нијем”, али је добио значење „они који не причају као ми” од. „странци”.
Према другој теорији, назив Нěмци можда долази из басена Рајне, од германског племена Немети које помињу Цезар и Тацит. Ова етимологија је сумњива из фонолошких (немети нису могли постати словенски нěмьць) и географских (Немети су насељавали област која је далеко од било којег словенског говорног подручја) разлога.
Њемачки термин Deutschland, првобитно diutisciu land („Њемачке земље”), изведен је из назива Deutsch (в. Dutsch) који поријекло води од старовисокоњемачке ријечи diutisc, која значи „народно” односно који припада народу (diot или diota). Термин се првобитно користио за разликовање језика обичног народа од латинског и његових романских насљедника.

## Историја
Немци припадају германској групи народа и као етничка група оформили су се у средњем веку. Из мултиетничког Светог римског царства, касније названо Свето римско царство немачког народа, Вестфалским миром (1648) оформљена је територија на којој ће се касније налазити Немачка.

### Средњовековна историја
Немачка етничка група се оформила у току средњег века, под утицајем јединства Источне Франачке из 9. века. Процес је био постепен и недефинисан.
После хришћанизације, католичка црква и локални владари водили су Немце у сеобе и насељавања територија која су већ била насељена словенским и балтичким народима, од којих су неки касније били асимиловани. Те територије су се простирале отприлике од Словеније до Естоније, па и северније (колонизовали су градове попут данашњег Стокхолма у Шведској и Виборга у данашњој Русији).
У исто време, проналасци у области морепловства обезбедили су Немцима доминацију у трговини на Балтичком и Северном мору (Ханза). Дуж трговачких рута, већа хензашка места постала су центри Немачке културе. У овим местима добростојећа и све многобројнија немачка популација почела је да шири свој утицај тако да је велики број ових градова добио аутономију и један вид независности од локалних секуларних и религијских вођа. Дакле, добили су право и на своје судове, милицију, економску независност, могућност самоуправљања.
Треба нагласити да Хензашка лига, која је имала велики значај у артикулацији немачке културе, није била ексклузивно немачко удружење. Многи градови који су се прикључили лиги нису имали већинско немачко становништво.

### Рано модерно доба
Тек је почетком 15. века Свето римско царство добило назив Свето римско царство немачког народа. Међутим, иако је у називу сад имало и реч 'немачко', у њему нису живели искључиво Немци, већ и велик број Словена. Тридесетогодишњи рат, који је вођен највећим делом на територији данашње Немачке, и Наполеонова освајања су и коначно ставили тачку на постојање Светог римског царства.
Све од Вестфалског мира Немачка је била једна „нација подељена у много држава”. Аустријско-пруски раскол, озваничен 1871 када је Аустрија остала изван немачке империје, је најочигледнији показатељ ове тврдње.
У 19. веку, након Наполеонових освајања и пада Светог римског царства (немачког народа), Аустрија и Прусија су се издвојиле као два велика противника у смислу територијалних освајања. Аустрија, трудећи се да остане водећа сила у средњој Европи, водила је главну реч на Бечком конгресу(1814—1815). Основни циљ Аустрије је био да онемогући велике промене које би ишле на њену штету, а нарочито да онемогући уједињење Немачке. Договор успостављен на Бечком конгресу је изненада раскинут услед Кримског рата 1856. Овај догађај је утро пут за уједињење Немачке 1860.1870 Прусија је присвојила Баварску, старог савезника Француске. Након овог присвајања оформљено је Немачко царство као држава Немачког народа у чији састав није улазила аустријска Хабзбуршка монархија.
У току 19. века на немачким територијама је био изражен висок природни прираштај што је у комбинацији са сиромаштвом натерало многе Немце да емигрирају. Највећи број Немаца је отишао у Сједињене Америчке Државе. Услед тога данас 17% америчке популације чине Немци (држављани са немачким пореклом), што чини 21% беле популације у Америци.